# Peter James Bryant
Peter James Bryant es un actor estadounidense, más conocido por su papel de Bling en la serie de televisión Dark Angel.

## Filmografía
| Televisión  | Televisión          | Televisión            | Televisión                      |
| Año         | Título              | Rol                   | Notas                           |
| ----------- | ------------------- | --------------------- | ------------------------------- |
| 2017        | Riverdale           | Waldo Weatherbee      |                                 |
| 2016        | Aftermath           | Dr. Rawlins           |                                 |
| 2016        | Legends of Tomorrow | Declan                |                                 |
| 2015        | Minority Report     | Elgin Glasser         |                                 |
| 2015        | The Whispers        | Specialist            |                                 |
| 2015        | The Flash           | Fire Chief            |                                 |
| 2015        | Arrow               | Alderman Richard Ford |                                 |
| 2014        | Gracepoint          | Len Denvers           |                                 |
| 2014        | Intruders           | George Brackett       |                                 |
| 2014        | COntinuum           | Mr. Towey             |                                 |
| 2014        | Intelligence        | DNI Carl Russell      |                                 |
| 2013        | Bates Motel         | Doctor Levine         |                                 |
| 2013        | Psych               | FBI Agent             |                                 |
| 2012        | Copper              | Marcus Freeman        |                                 |
| 2012        | Once Upon a Time    | Jailer                |                                 |
| 2002        | Taken               | Técnico en Monitores  |                                 |
| 2000 - 2001 | Dark Angel          | Bling                 |                                 |
| 1989        | G.P.                | Dr. Chris Wright      | serie de televisión australiana |

| Películas | Películas      | Películas             | Películas |
| Año       | Título         | Rol                   | Notas     |
| --------- | -------------- | --------------------- | --------- |
| 2024      | Longlegs       | Agente del FBI        |           |
| 2011      | Tactical Force | Chief                 |           |
| 2005      | Underclassman  | Michael Barry         |           |
| 2005      | Fantastic Four | Lame Joke Businessman |           |
| 2000      | Scary Movie    | Black TV Reporter     |           |
| 1995      | Jumanji        | Paramedic             |           |